# Gotthard Jedlicka
Gotthard Jedlicka (* 6. Mai 1899 in Zürich; † 9. November 1965 in Duisburg) war ein Schweizer Kunsthistoriker.

## Leben
Nach dem Studium der Kunstgeschichte in Zürich, Grenoble und Paris arbeitete er zunächst als Sekundarlehrer in Winterthur. 1928 erlangte er seine Promotion mit einer – in der ersten Druckfassung – lediglich 48-seitigen Dissertation über Toulouse-Lautrec, 1934 die Habilitation. Von 1939 bis 1965 war er Professor für Kunstgeschichte an der Universität Zürich. Daneben war er als Herausgeber der Zeitschrift Galerie und Sammler und der Kunstbuchreihe des Scherz-Verlags sowie als Redaktor der Schweizer Monatsschrift Werk tätig. Dazu verfasste er zahlreiche Kunstbücher und Künstler-Monografien, etwa über Toulouse-Lautrec, Manet oder Brueghel. Seit 1951 war er Mitglied der Deutschen Akademie für Sprache und Dichtung.
Sein Nachlass befindet sich in der Zentralbibliothek Zürich. Er fand auf dem Friedhof Enzenbühl seine letzte Ruhestätte.

## Werke (Auswahl)
- Henri de Toulouse-Lautrec. Laupen 1929, DNB 570402107 (Dissertation Universität Zürich,  Philosophische Fakultät I. Sektion, 1929, 48 Seiten)
- Henri de Toulouse-Lautrec. Bruno Cassirer, Berlin 1929 (400 Seiten)
- Henri Matisse. Chronique du jour, Paris 1930, (200 Exemplare)
- Begegnungen. Künstlernovellen. Schwabe, Basel 1933
- Pieter Bruegel. Der Maler in seiner Zeit. Rentsch, Erlenbach 1938
- Edouard Manet. Rentsch, Erlenbach 1941
- Spanische Malerei. Atlantis Verlag 1941
- Zur schweizerischen Malerei der Gegenwart. Rentsch, Erlenbach 1947
- Pierre Bonnard. Ein Besuch. Rentsch, Erlenbach 1949
- Pariser Tagebuch. Suhrkamp (Bibliothek Suhrkamp 18), Frankfurt am Main 1953
- Anblick und Erlebnis. Bildbetrachtungen. Suhrkamp (Bibliothek Suhrkamp 29), Frankfurt am Main 1955
- Die Matisse Kapelle in Vence. Rosenkranzkapelle der Dominikanerinnen. Suhrkamp, Frankfurt am Main 1955
- Wege zum Kunstwerk. Begegnungen mit Kunst und Künstlern. Piper, München 1960
- Der Fauvismus. Büchergilde Gutenberg, Zürich 1961
- Max Gubler. Hrsg. von Friedel Jedlicka. Huber, Frauenfeld 1970
- Mit Henri Matisse in Paris 1931. Piet Meyer (Kleine Bibliothek 5), Basel 2008, ISBN 978-3-905799-04-0